# Aleksandra Mierzecka-Garlicka

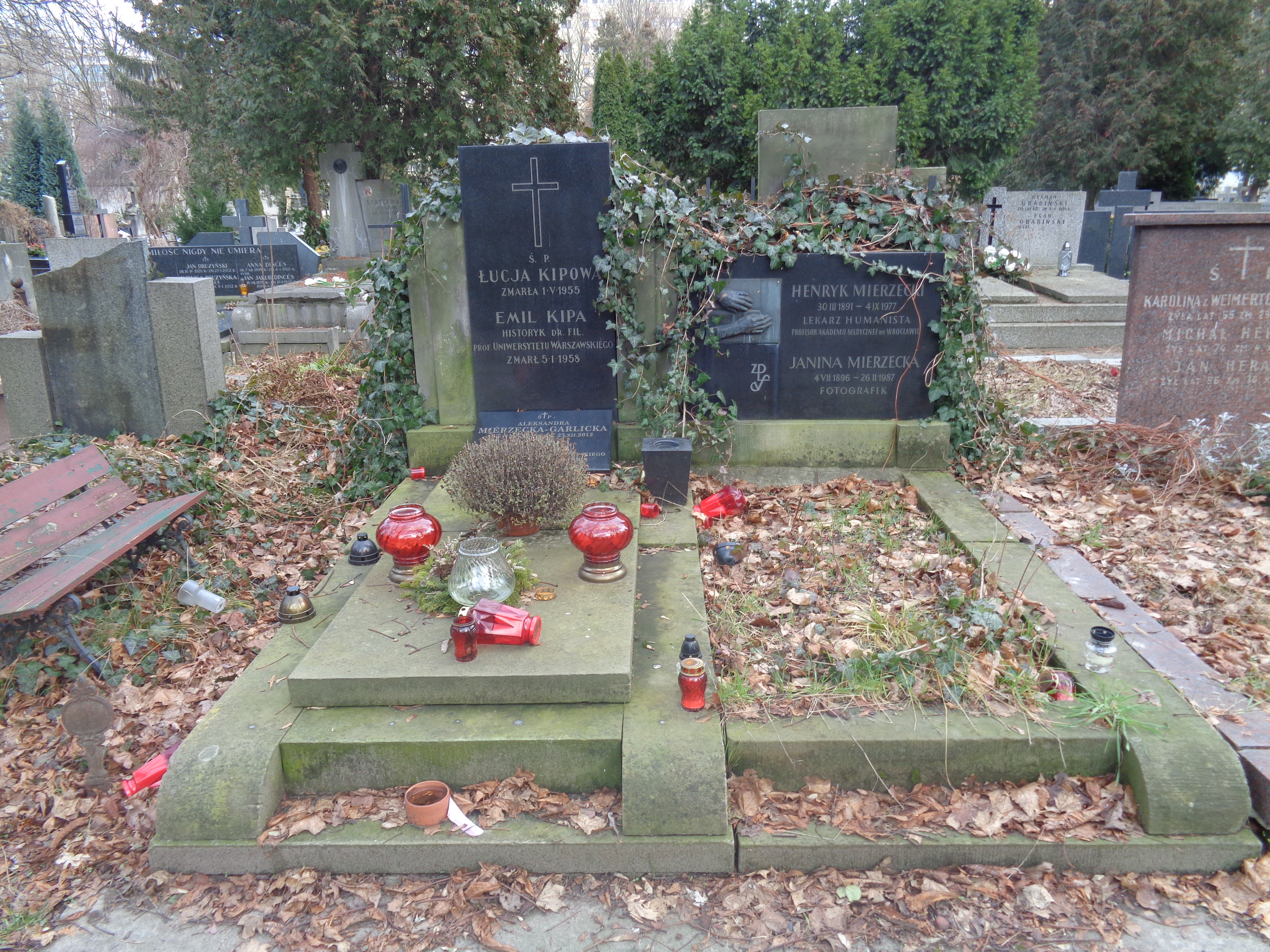
Hrob Andrzeje Garlickiho, Aleksandry a Henryka Mierzeckých na evangelicko-augsburském hřbitově

Aleksandra Mierzecka-Garlicka (1933 Lvov – 27. prosince 2012) byla polská umělkyně, fotografka, historička fotografie, kurátorka fotografických výstav a publicistka. Byla také členka Svazu polských uměleckých fotografů, Polské fotografické společnosti a zakládající členka Svazu historiků fotografie.

## Životopis
Aleksandra Mierzecka-Garlicka byla v letech 1951–1952 studentkou Vratislavské univerzity (Fakulta historie) a v roce 1956 absolvovala Varšavskou univerzitu – historická studia. Fotografii se věnovala od dětství, umělecké fotografii od roku 1951 - poté poprvé představila svá díla na skupinové výstavě . Od roku 1959 byla zaměstnána v Ateliéru dějin polských periodik 19. a 20. století Polské akademie věd, kde pracovala do roku 1993 - publikovala články týkající se mimo jiné historie polského tisku . V roce 1978 začala spolupracovat se čtvrtletníkem Fotografia, kde publikovala články tematicky související s historií fotografie . V letech 1983 až 1989 byla členkou redakční rady časopisu .
Aleksandra Mierzecka-Garlicka se zúčastnila mnoha fotografických výstav – svá díla prezentovala mimo jiné v Čenstochové, Lublinu, Opole, Vratislavi. V roce 1949 se stala členkou Polské fotografické společnosti . V roce 1954 byla přijata za řádnou členku Svazu polských uměleckých fotografů, kde se mimo jiné podílela na práci Sekce dějin fotografie založené v první polovině 70. let. 20. století . Od roku 1975 se (v rámci své činnosti ve Svazu polských uměleckých fotografů a Svazu historiků fotografie ) zabývala akvizicí a prezentací historické, multitematické fotografie . Byla spoluorganizátorkou a kurátorkou prezentací a výstav historické fotografie, mj. v Národní galerii umění Zachęta - v roce 1985, 1989, 1991, 1994 a v Muzeu nezávislosti ve Varšavě - v roce 1992 . V roce 1994 oslavila 40. výročí své tvůrčí práce (členství ve Svazu polských uměleckých fotografů - poté byla poctěna cenou svazu .
Aleksandra Mierzecka-Garlicka zemřela 27. prosince 2012, pohřbena 4. ledna na evangelickém augsburském hřbitově ve Varšavě (třída 29, hrob 60).

## Rodina
Aleksandra Mierzecka-Garlicka byla dcerou Janiny Mierzecké, polské umělkyně a fotografky, členky Polského fotoklubu a spoluzakladatelky Asociace polských uměleckých fotografů a manžeklka dermatologa Henryka Mierzeckého.